# Impatiens macrocarpa
Impatiens macrocarpa är en balsaminväxtart som beskrevs av Joseph Dalton Hooker. Impatiens macrocarpa ingår i släktet balsaminer, och familjen balsaminväxter. Inga underarter finns listade i Catalogue of Life.